# Krumovgrad
Krumovgrad (bulgariska: Крумовград) är en ort i Bulgarien.   Den ligger i kommunen Obsjtina Krumovgrad och regionen Kărdzjali, i den södra delen av landet, 240 km sydost om huvudstaden Sofia. Krumovgrad ligger 211 meter över havet och antalet invånare är 5 271.